# Dimitri Vorbe
Pour les articles homonymes, voir Vorbe.
Dimitri Vorbe est un entrepreneur haïtien, directeur exécutif et vice président de la compagnie active de la branche énergie en Haïti : SOGENER, Société Générale d’Energie S tèt chaje nan bor a sou misye wi kaka sanble voye wi nan zon nan .A.

## Conflit avec l'État haïtien
En août 2018, à la suite d'un échange musclé sur Twitter entre Laurent Lamothe et Dimitri Vorbe en ce qui concerne la dilapidation des fonds petrocaribe, ce dernier a été invité au Sénat de la République par la Commission éthique et anticorruption pour s'expliquer. 
En octobre 2019, le gouvernement de Jovenel Moïse engage des avocats pour défendre les intérêts de l'État haïtien dans l'affaire de contrats entre celui-ci et des fournisseurs d'électricité dont la sogener. La compagnie de Dimitri a décliné à deux reprises une invitation "avec menace" du Parquet de Port-au-Prince. Du coup, un mandat d'amener a été décerné contre lui. Des associations patronales ont vu en cet acte une instrumentalisation de la justice qu'elles ont dénoncé avec virulence. 
Il part en exil en décembre 2019. Il est arrêté et détenu en Floride par les autorités américaines en août 2020 sur un problème de visa, puis relâché quelques jours plus tard sous caution.

## Meurtre de Jovenel Moïse
Kim Ives, rédacteur en chef en langue anglaise d'Haïti Liberté, cite les noms de Vorbe et de Reginald Boulos en avançant l'hypothèse que les familles les plus riches d'Haïti, craignant une révolution issue d'un lumpenprolétariat désœuvré, auraient été à l'origine de l'assassinat du président Jovenel Moïse. Des arrestations liées à l'assassinat sont orchestrées en juillet 2021, dont celle de James Solages que des témoignages lient à Dimitri Vorbe, mais ce dernier dément publiquement toute connexion avec Solages.

## Sources
1. ↑  « sogener » (consulté le 26 avril 2020)
2. ↑  Juno Jean Baptiste, « Dimitri Vorbe entendu par la commission Éthique et Anticorruption du Sénat », Le Nouvelliste,‎ 27 août 2018 (lire en ligne)
3. ↑  « Haïti-Energie: l'Etat engage des avocats pour défendre ses intérêts », Loop Haiti,‎ 31 octobre 2019 (lire en ligne)
4. ↑  « Sogener décline pour une 2e fois l’invitation «avec menace» du parquet », Loop Haiti,‎ 27 novembre 2019 (lire en ligne)
5. ↑  « Des mandats d’amener contre les Vorbes et d’autres personnalités », Loop Haiti,‎ 27 novembre 2019 (lire en ligne)
6. ↑  Roberson Alphonse, « Trois associations patronales crient halte à la dictature, à l’instrumentalisation de la justice… », Le Nouvelliste,‎ 28 novembre 2019 (lire en ligne)
7. ↑  Alexis Abdias, « Dimitri Vorbe exilé, passe de mauvaises fêtes de fin d’année », TripFoumi,‎ 27 décembre 2019 (lire en ligne)
8. ↑  (en) « Dimitri Vorbe et sa femme arrêtés à Miami . Le Nouvelliste », sur lenouvelliste.com (consulté le 24 avril 2023)
9. ↑  Roberson Alphonse, « Dimitri Vorbe libéré sous caution... », Le Nouvelliste,‎ 28 août 2020 (lire en ligne)
10. ↑  (en-US) Kim Ives, « Were Haiti’s Capitalists Behind the Assassination of President Moïse? », Jacobin Mag,‎ 9 juillet 2021 (lire en ligne, consulté le 9 juillet 2021)
11. ↑  (en) Onz Chéry, « Of two Haitian-Americans arrested in Moise killing, one was ‘very close’ to opponent, source says », The Haitian Times,‎ 8 juillet 2021 (lire en ligne)